# Santo Domingo Indijanci
Santo Domingo Indijanci, pleme Keresan Indijanaca s istočne obale Rio Grande u Novom Meksiku, oko 30 milja jugozapadno od Santa Fea. 
Svoj pueblo ovi Indijanci nazivaju Kiua, a lociran je u blizini tirkiznih rudnika, što je omogućilo da razviju fino juvelirstvo i heishi. Heishi znači 'školjka', i izvorno se radio od komadića školjaka, a kasnije i od drugog prirodnog materijala za proizvodnju ogrlica. Santo Domingo Indijance ova aktivnost je pretvorila u velike trgovce, a to su ostali i do dan danas. Oni su poznati i po lončariji i srebrarstvu, što im donosi lijepe prihode od turista. Isto vrijedi i za San Felipe Indijance.
Većina puebla Kiue izgrađena je nakon 1886, ali ono ovdje postoji najmanje od 1700.-tih godina, odnosno od dolaska prvih Španjolaca. Godišnju fiestu u Green Corn Dance godišnje održavaju 4. kolovoza.

## Vanjske poveznice
- Santo Domingo Pueblo  Arhivirana inačica izvorne stranice od 27. svibnja 2007. (Wayback Machine)
- Santo Domingo Pueblo  Arhivirana inačica izvorne stranice od 17. kolovoza 2007. (Wayback Machine)
- 12. Santo Domingo  Arhivirana inačica izvorne stranice od 28. listopada 2007. (Wayback Machine)
- Santo Domingo Pueblo Pottery